# Tolnai Gábor (irodalomtörténész)
Tolnai Gábor (Kunszentmiklós, 1910. december 29. – Budapest, 1990. február 17.) irodalomtörténész, esszéíró, egyetemi tanár, az MTA tagja.

## Életpályája
Tolnai Béla (1879–1962) kereskedő és Schwarcz Irén (1890–1963) fiaként született. A Budapesti Református Gimnáziumban érettségizett. A szegedi Ferenc József Tudományegyetemen magyar–német szakos tanári és bölcsészdoktori oklevelet szerzett; Sík Sándor és Mészöly Gedeon tanítványa volt. 1933-ban szerzett tanári és bölcsészdoktori diplomát. Egyik alapító tagja volt a Szegedi Fiatalok Művészeti Kollégiumának.

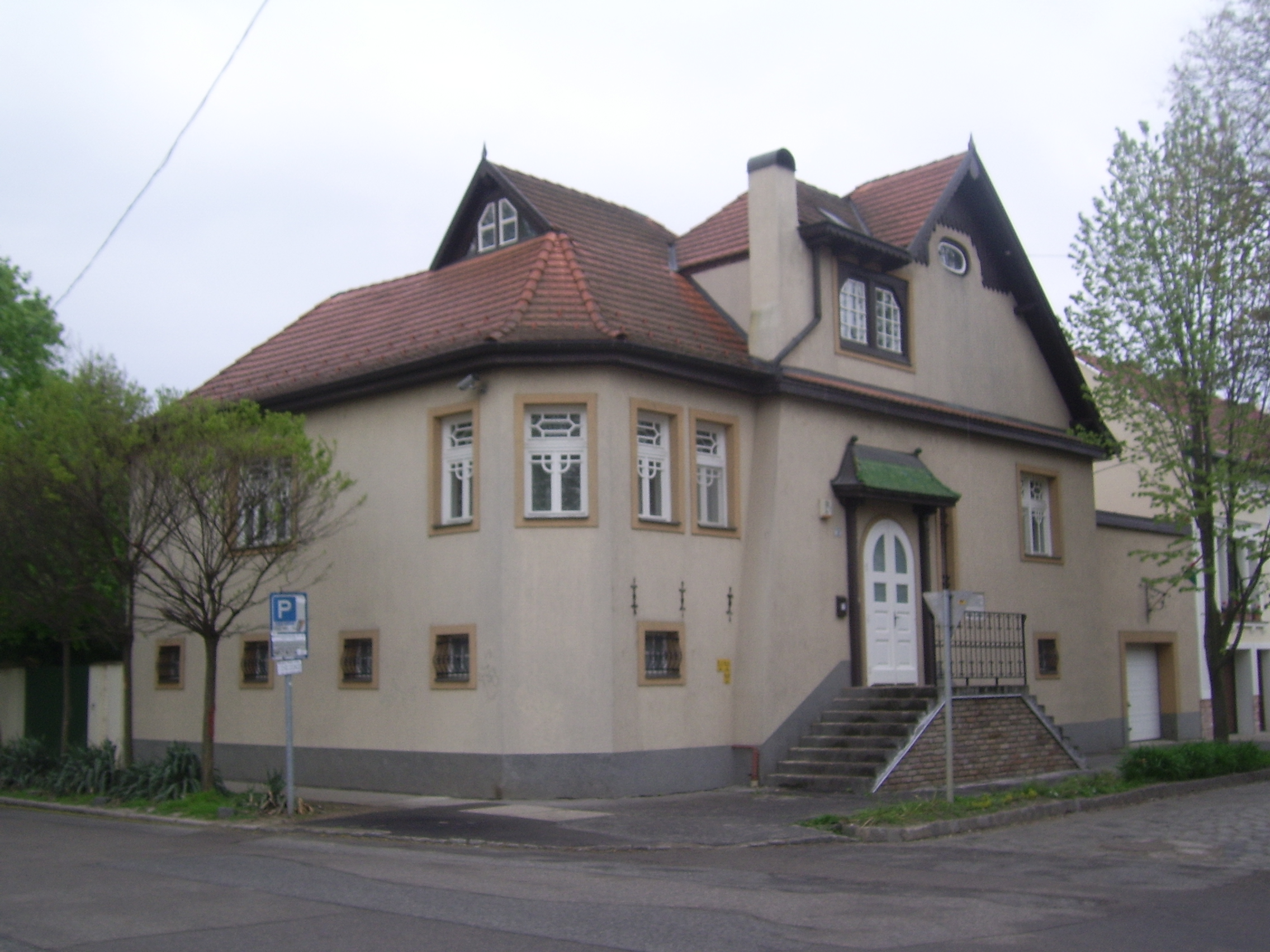
Egyetemi évek alatt ebben az épületben élt Tolnai Gábor és Radnóti Miklós

1934-től 1943-ig az Országos Széchényi Könyvtár gyakornoka, 1946–1948 között főigazgatója volt. 1945 és 1947 között a Magyar Nemzeti Múzeum Elnöki Hivatalát vezette. 1946-ban a budapesti Pázmány Péter Tudományegyetem Bölcsészettudományi Karán az Erdély magyar irodalmi élete című tárgykörből egyetemi magántanári képesítést szerzett. 1948-ban az MTA levelező, 1962-ben pedig rendes tagja lett. 1948–1949 között a Vallás- és Közoktatásügyi Minisztériumban az egyetemi és tudományos főosztály élén működött. 1949–1950-ben római követ, 1953–1980 között az ELTE Régi Magyar Irodalomtörténeti Tanszékének vezetője volt.
Szerkesztette a Magyar Századok, a Régi Magyar Prózai Emlékek, A Múlt Magyar Tudósai című könyvsorozatot. 1953–1959 között az Irodalomtörténeti Közlemények, 1957–1962 között pedig a Kortárs című folyóiratot is szerkesztette. 1965-től szerkesztette a Magyar Tudományos Akadémia idegen nyelvű irodalomtörténeti folyóiratát, az Acta Litteraria Academiae Scientiarum Hungaricae-t. 1952–1973 között a Magyar Tudományos Akadémia Tudományos Minősítő Bizottságában titkári, majd elnöki tisztet töltött be.
2017. október 14-én Falcsik Mari költőnő egy 1974-ben vizsgáztatóként elkövetett abúzusról számolt be.

## Társasági tagság
- Dugonics Társaság

## Művei
- A szabadvers és a lírai formák válsága (Szeged, 1931)
- Erdély magyar irodalmi élete (Szeged, 1933)
- Régi magyar főurak. Életforma és műveltség az újkorban (Budapest, 1939)
- Gróf Lázár János, a Voltaire-fordító. Jegyzetek az erdélyi felvilágosodás történetéhez. (Kolozsvár, 1942, Erdélyi Tudományos Füzetek 142.)
- Végzetes esztendők (Budapest, 1945)
- Vázlatok és tanulmányok (Budapest, 1955)
- Évek – századok (Budapest, 1958)
- A tenger és a szél (Budapest, 1964)
- Itália dicsérete. Búcsú, számvetés (Budapest, 1965)
- Federico García Lorca (Budapest, 1968)
- Tanulmányok (Budapest, 1970)
- Örökség és örökösök. Kaninczytól máig (Budapest, 1974)
- Maradj velem, mert beesteledett. Itáliai számvetés (Budapest, 1977)
- Nőnek az árnyak (Budapest, 1981)
- Fejedelmi Erdély (Budapest, 1984)
- A költő és a tipográfus. Szenci Molnár Albert és Tótfalusi Kis Miklós (Budapest, 1985)
- Szóbeli jegyzék. Róma 1949–1950 (Budapest, 1987)
- Árnyból szőtt lelkek, Hoffmann Edith sziluettjei (Budapest, 1988)

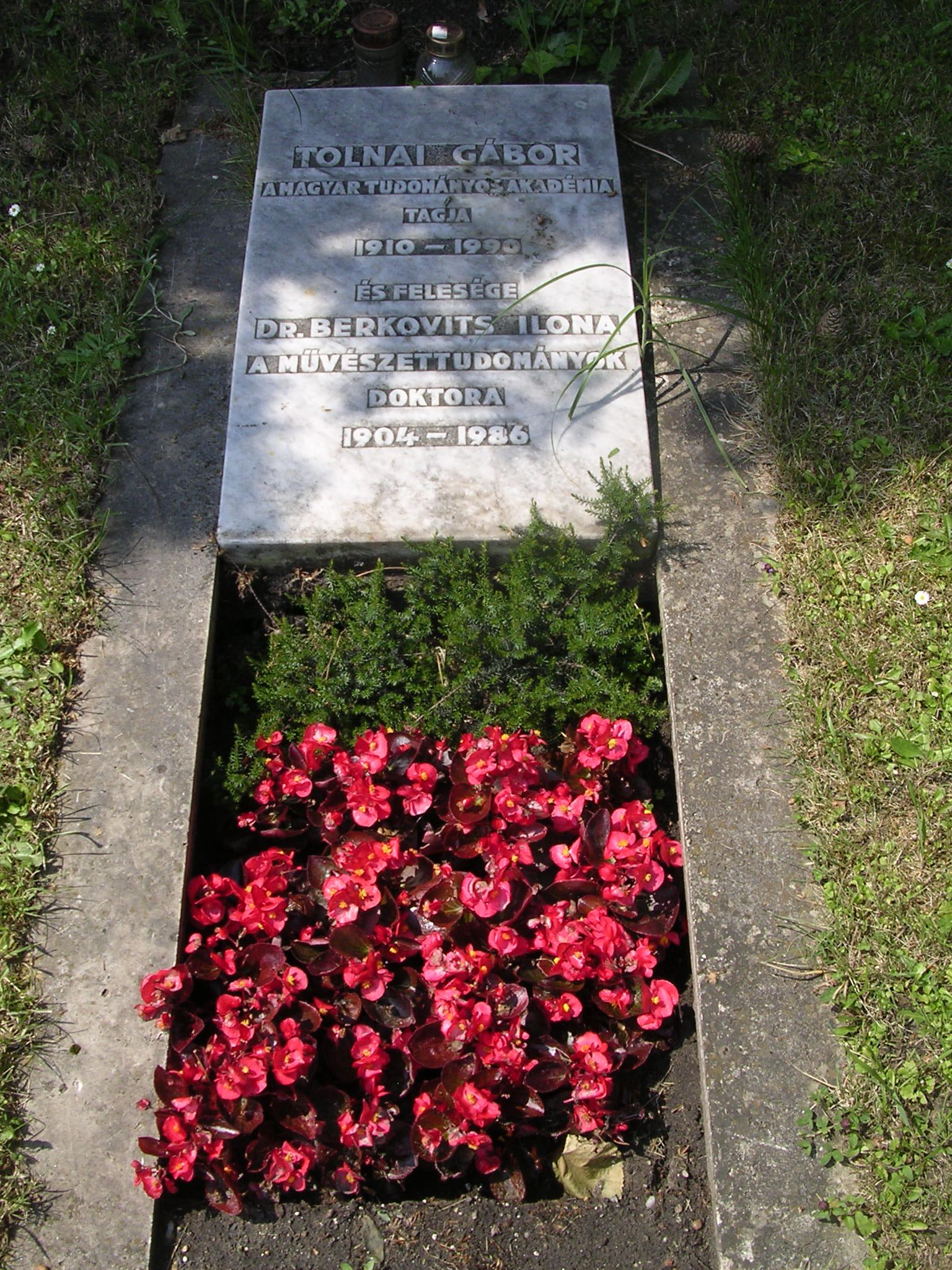
Sírja a Fiumei úti sírkertben (27-D-10)

## Díjai, elismerései
- Magyar Köztársasági Érdemrend tisztikeresztje (1948)[12]
- Munka Érdemrend (1955)[13]
- József Attila-díj (1960)
- Munka Érdemrend arany fokozata (1970)[14]
- Akadémiai Aranyérem (1980)
- Magyar Népköztársaság Zászlórendje (1981)[15]